# Теорема Банаха-Штајнхауса
Теорема Банаха-Штајнхауса или принцип равномерне ограничености је један од основних резултата функционалне анализе, скупа са теоремом Хана-Банаха и теоремом о отвореном пресликавању један од три камена темељца ове области математике. Теорему су 1927. године објавили пољски математичари Стефан Банах и Хуго Штајнхаус; независно од њих доказао ју је и Ханс Хан. Понекад се назива и изворним називом „принцип кондензације сингуларитета“.
Ако је {\displaystyle {\mathcal {F}}} фамилија равномерно ограничених линеарних пресликавања између два нормирана простора, јасно је да су тада равномерно ограничене и њихове вредности за сваку појединачну вредност аргумента. У свом основном облику, теорема Банаха-Штајнхауса тврди да, ако је домен {\displaystyle {\mathcal {F}}} Банахов простор, важи и обрнуто: ако су вредности пресликавања из {\displaystyle {\mathcal {F}}} за сваку појединачну вредност аргумента равномерне ограничене, онда су равномерно ограничене и норме пресликавања из {\displaystyle {\mathcal {F}}}.

## Принцип равномерне ограничености
Нека је X Банахов простор и Y нормиран простор. Ако је {\displaystyle {\mathcal {F}}} фамилија непрекидних линеарних пресликавања из X у Y таква да је
{\displaystyle \sup\{\|Tx\|_{Y}:T\in {\mathcal {F}}\}<\infty }
за свако појединачно x у X, тада је
{\displaystyle \sup\{\|T\|_{{\mathcal {L}}(X,Y)}:T\in {\mathcal {F}}\}<\infty }.
Доказ принципа равномерне ограничености почива на Беровој теореми о категорији.
За свако n означимо
{\displaystyle X_{n}=\{x\in X:\|Tx\|_{Y}\leq n\,(\forall T\in {\mathcal {F}})\}}.
Скупови Xn су затворени по непрекидности и према услову теореме њихова унија је цео простор X. Како је X Банахов (дакле и комплетан метрички) простор, према Беровој теореми о категорији неки XN садржи и неку куглу BX(x0, δ). Ако је x произвољно такво да је {\displaystyle \|x\|_{X}<\delta }, тада је према линеарности
{\displaystyle \|Tx\|_{Y}\leq \|T(x_{0}+x)\|_{Y}+\|Tx_{0}\|_{Y}<2N}.
Стога је за свако x, {\displaystyle \|Tx\|_{Y}\leq 2N\cdot \|x\|/\delta }, те следи {\displaystyle \|T\|_{{\mathcal {L}}(X,Y)}\leq 2N/\delta } за све {\displaystyle T\in {\mathcal {F}}}.

## Општији облик
Теорема Банаха-Штајнхауса се може на природан начин уопштити на бачвасте просторе, важну класу тополошких векторских простора:
Нека је X бачваст простор и Y локално конвексан простор. Тада је свака фамилија непрекидних линеарних пресликавања из X у Y ограничена за сваку појединачну вредност аргумента и еквинепрекидна (самим тим и равномерно еквинепрекидна).

## Последице
Важна и једноставна последица принципа равномерне ограничености јесте следећа чињеница: Ако је {\displaystyle A_{n}:X\to Y} низ непрекидних линеарних пресликавања из Банаховог простора X у нормиран простор Y који конвергира (тачка-по-тачка) ка функцији A, тада је и A непрекидно линеарно пресликавање. И заиста, линеарност следи директним преласком на граничну вредност; низ пресликавања An је ограничен за сваку вредност аргумента, те су стога и њихове норме ограничене: тврђење затим следи преласком на граничну вредност у {\displaystyle \|A_{n}x\|\leq C\|x\|}.
Теорема Банаха-Штајнхауса је од изузетног значаја у функционалној анализи. Заједно са теоремом Банаха-Алоглу, на пример, се користи како би се показало да у локално конвексниим просторима слаба ограниченост повлачи ограниченост, што је полазна тачка за принципе „од слабог ка јаком“, на пример за поређење слабе и јаке диференцијабилности.

## Изворни рад
- (језик: француски) Стефан Банах, Хуго Штајнхаус. "". Fundamenta Mathematicae, 9 50-61, 1927.